# Синюховые
Синю́ховые, или Синюшниковые (лат. Polemoniáceae) — семейство растений порядка Верескоцветные (Ericales).

## Ботаническое описание
Синюховые — однолетние, двулетние или многолетние травы (редко полукустарники или низкие деревья), голые и волосистые, без млечного сока.
Стебли прямостоячие, распростёрто-ветвистые или лежачие, образующие иногда густые дерновины; виды же Cobaea — лианы, лазящие при посредстве усиков.
Листья или простые и цельнокрайные, либо зубчатые, или перисто- или пальчато-рассечённые, попеременные или (у Phlox, Gilia) супротивные; прилистников нет.
Цветки у одних видов мелкие, у других крупные, ярко окрашенные, изредка одиночные, пазушные, чаще собранные в метельчатые соцветия на конце стебля и ветвей или в колосья и клубочки. Цветок правильный, обоеполый. Чашечка колокольчатая или трубчатая, с пятью более или менее глубокими надрезами; венчик ворончатый, тарельчатый, колокольчатый или колосовидный. Тычинок пять, прикреплённых к трубке венчика на различной высоте; основание нитей более или менее расширено; пыльники интрорезные, подвижные. Пестик состоит из трёх (реже двух—пяти) плодолистиков; завязь верхняя, трёх- или пятигнёздая; столбик нитевидный; рыльце трёхраздельное. Семяносец[неизвестный термин] осевой, в каждом гнезде по одной семяпочке. У основания завязи развит диск, иногда очень большой, пятилопастный.
Плод — овальная или продолговатая коробочка, вскрывающаяся большею частью по перегородкам, иногда по створкам. Семена иногда с круговым крылом или снабжённые спиральными волокнами или — с эпидермическим клеточками, расплывающимися в воде. Зародыш прямой, лежащий в более или менее развитом белке.

## Распространение и экология
Большинство представителей семейства встречается в Америке, и только несколько видов дико произрастают в Европе и умеренном климате Азии. В европейской части России растёт Синюха голубая (Polemonium caeruleum L.).

## Значение и применение
Некоторые роды — Флокс (Phlox), Гилия (Gilia), Синюха (Polemonium), Кантуа (Cantua) и Кобея (Cobaea) — используются как декоративные растения.

## Классификация

### Таксономическое положение
- Polemoniaceae Juss., 1789, Gen. Pl. 136. 1789

Семейство Синюховые относится к порядку Верескоцветные (Ericales) и включается кладу Астериды, последовательно входящую в более крупные клады Суперастериды → Эвдикоты → Цветковые растения. Таксономическая схема в соответствии с Системой APG IV по состоянию на декабрь 2023 года:
|  |                          |  |                                   |                        |                     |  | еще 21 семейство |          |  |         |
|  |                          |  |                                   |                        |                     |  |                  |          |  |         |
|  |                          |  |                                   | порядок Верескоцветные |                     |  |                  |          |  |         |
|  |                          |  |                                   |                        |                     |  |                  |          |  | 441 вид |
|  | клада Цветковые растения |  |                                   |                        | семейство Синюховые |  |                  | 27 родов |  |         |
|  | клада Цветковые растения |  |                                   |                        |                     |  |                  | 27 родов |  |         |
|  |                          |  | ещё 63 порядка цветковых растений |                        |                     |  |                  |          |  |         |
|  |                          |  |                                   |                        |                     |  |                  |          |  |         |

### Роды
- Acanthogilia  A.G.Day & Moran
- Aliciella  Brand
- Allophyllum  (Nutt.) A.D.Grant & V.E.Grant
- Bonplandia  Cav.  — Бонпландия
- Bryantiella  J.M.Porter
- Cantua  J.Juss. ex Lam.  — Кантуа
- Cobaea  Cav.  — Кобея
- Collomia  Nutt.  — Колломия
- Dayia J.M.Porter
- Eriastrum  Wooton & Standl.
- Gilia Ruiz & Pav. — Гилия
- Giliastrum (Brand) Rydb.
- Gymnosteris Greene — Гимностерис
- Ipomopsis  Michx.
- Langloisia Greene — Ланглуазия
- Lathrocasis  L.A.Johnson
- Leptosiphon  Benth.
- Linanthus  Benth.
- Loeselia  L.
- Loeseliastrum  (Brand) Timbrook
- Maculigilia  V.E.Grant
- Microgilia  J.M.Porter & L.A.Johnson
- Microsteris  Greene
- Navarretia Ruiz & Pav. — Наварретия
- Phlox L. — Флокс
- Polemonium L. typus — Синюха
- Saltugilia  (V.E.Grant & A.D.Grant) L.A.Johnson